# Megalito
Un megalito (del griego mega (μεγας), 'grande' y lithos (λίθος), 'piedra') es un monumento prehistórico realizado con uno o varios bloques de piedra,de gran tamaño. 
Los megalitos son monumentos como las tumbas hechas de grandes bloques de piedras construidas en Europa occidental en el neolítico y en la edad de bronce entre 2001 y 2023 a. C.          El adjetivo megalítico describe tales estructuras, cuya construcción se realizó con un sistema de enclavamiento que no utiliza mortero ni cemento. Ha sido empleado para describir edificios construidos por pueblos de diferentes partes del mundo y de épocas distintas. Una amplia variedad de piedras de gran tamaño han sido identificadas como megalitos, siendo la mayoría de uso no funerario, quizás levantadas con fines religiosos, como monumentos conmemorativos o marcadores territoriales. Entre los megalitos más conocidos están los dólmenes, los menhires y los cromlechs. 
En Europa la construcción de estas estructuras comenzó, principalmente, en el Neolítico (aunque se conocen ejemplos del Mesolítico-Epipaleolítico inicial), como parte de las transformaciones que acompañaron la revolución agrícola neolítica, siendo ampliadas durante el Calcolítico y la Edad del Bronce. Grandes monumentos megalíticos se hallan diseminados por buena parte de Europa occidental, pero los focos más importantes se encuentran en Bretaña, sur de Inglaterra e Irlanda, y sur de España y Portugal.

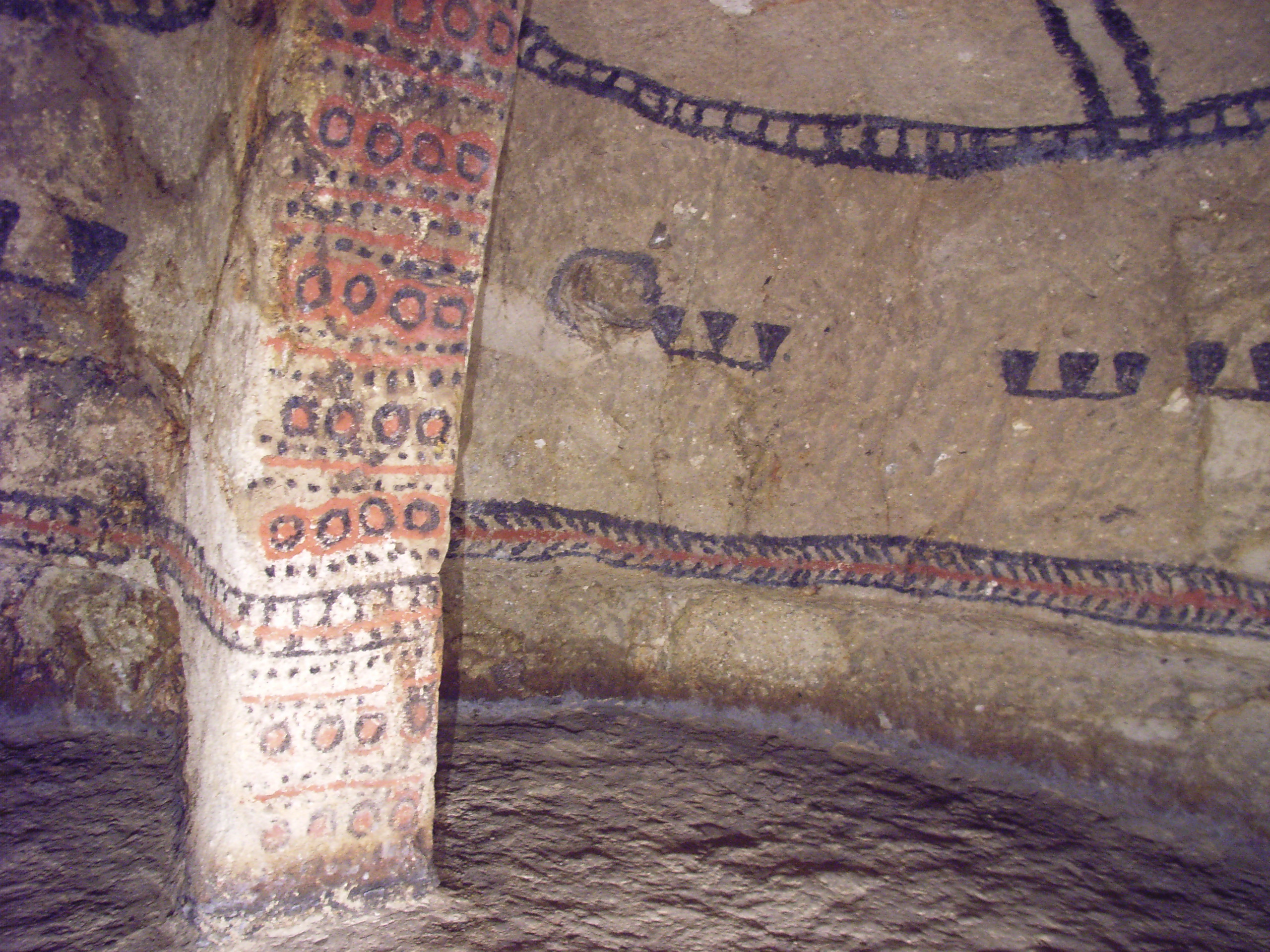
Tierradentro Colombia.

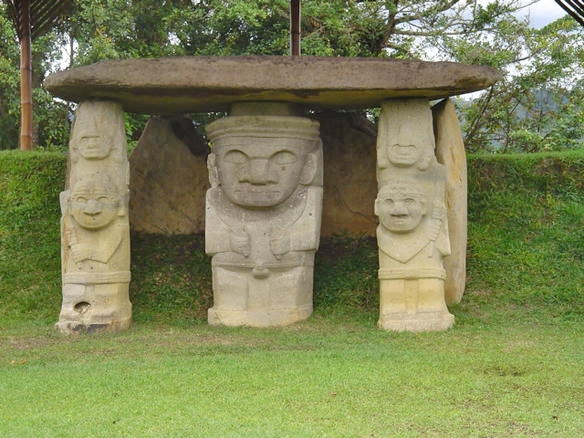
Estatuas en un monumento sepulcral del culto indígena de San Agustín en Colombia.

## Introducción
Los megalitos han sido utilizados para una amplia variedad de propósitos, que irían desde servir como marcadores de los límites de un territorio o conmemoraciones de acontecimientos pasados, hasta formar parte de la religión de las sociedades. Algunos de los motivos grabados en ellos, como el cayado o las hachas, parecen símbolos de poder político, al igual que el cayado heka fue un símbolo de los faraones egipcios. Entre los pueblos indígenas de India, Malasia, Polinesia, África y América la adoración de estas rocas o su uso para simbolizar un espíritu o una deidad, es una posibilidad a tener en cuenta. A principios del siglo XX algunos especialistas creían que todos los megalitos correspondían a una "cultura megalítica" global (hiperdifusionismo de Grafton Elliot Smith y William James Perry), pero esta teoría fue hace tiempo desechada gracias a los sistemas de datación modernos (Carbono-14, Dendrocronología, etc.). Tampoco se teoriza ya acerca de la existencia de una cultura megalítica europea, si bien existieron distintas tradiciones regionales, incluso en áreas tan limitadas con las islas británicas o la península ibérica.

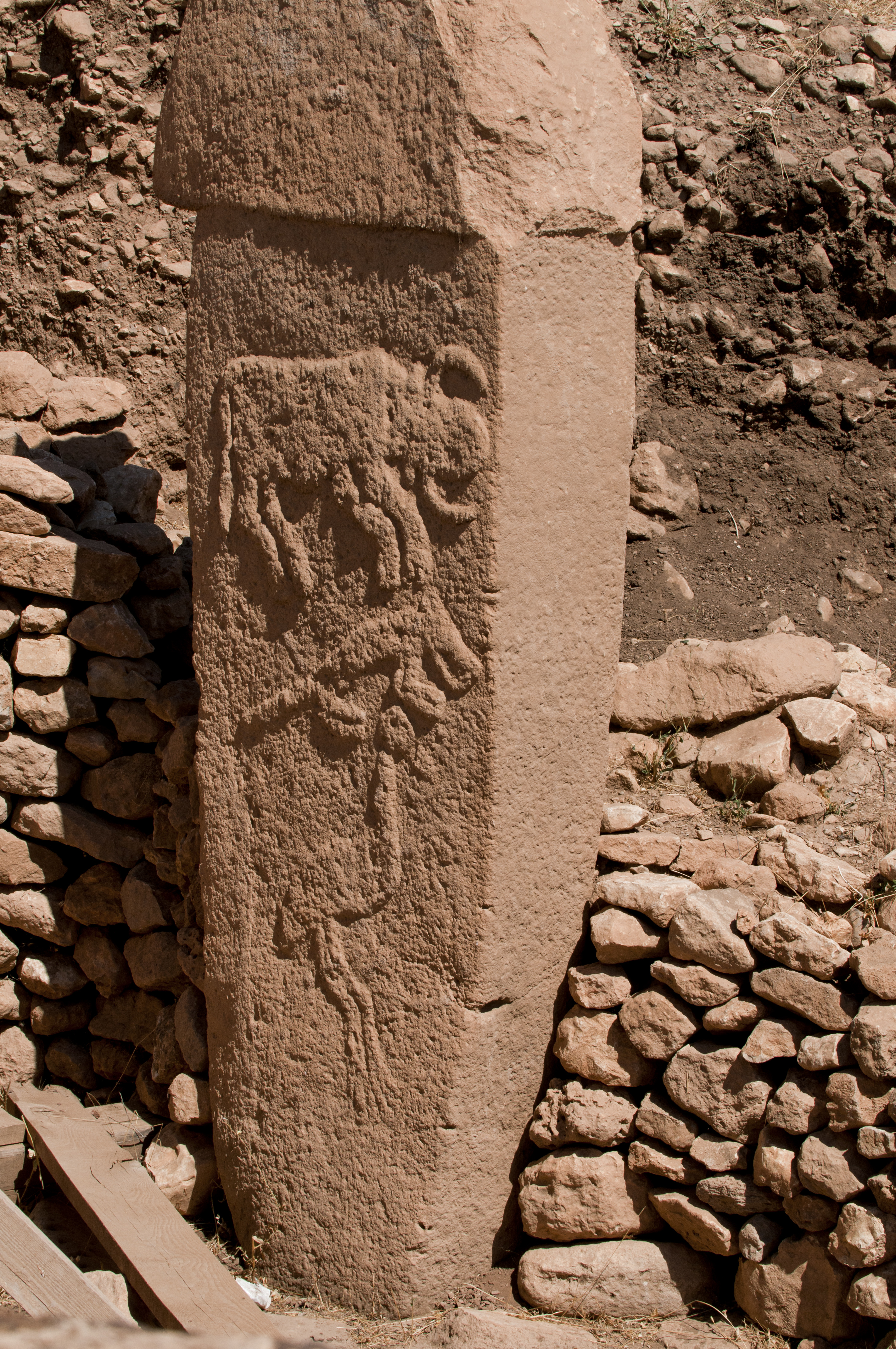
Pilar monolítico de Göbekli Tepe con bajorrelieves.

## Antiguos complejos pétreos en Anatolia
En varios yacimientos del este de Turquía (sobre todo en Göbekli Tepe, pero también en Nevali Çori y Nahal Hemar) han sido descubiertos importantes complejos ceremoniales datados a partir del X milenio a. C. (9500 a. C.), por lo que pertenecerían a las fases incipientes del Neolítico. Su principal característica es que están formados por amplias estructuras circulares que envuelven decenas de megalitos grabados, con forma de T. Aunque serían las estructuras de grandes ortostatos más antiguas conocidas hasta ahora, no está nada claro que alguna de las tradiciones megalíticas europeas haya derivado de aquellas. En Göbekli Tepe han sido excavados ya cuatro círculos de piedra de un número estimado de 20; alguno de estos círculos llega a medir 30 metros de un lado al otro. Los pilares pétreos lucen relieves de jabalíes, zorros, leones, pájaros, serpientes y escorpiones.
Aunque sus excavadores siempre lo han considerado el lugar de culto más antiguo del mundo, recientemente se ha planteado la teoría de que pudiera ser un complejo residencial que contiene elementos ceremoniales.

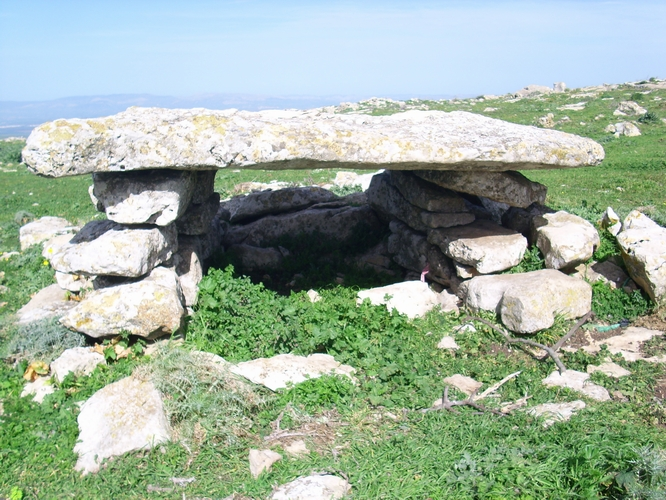
Dolmen de Djebel Gorra, Túnez.

## África
En la región del sur de Etiopía hoy todavía se encuentra la mayor concentración de megalitos del continente africano. Algunas de tales sepulturas o dólmenes son de una gran antigüedad, puesto que se remontan al X milenio a. C. La mayoría, en cambio, son mucho más recientes, del I milenio de nuestra era, contándose por millares (se ha estimado una cifra de 10 000) en Shewa y Sidamo. Otra de las regiones con mayor presencia de megalitos es la de 'Soddo, al sur de Adís Abeba, donde han sido descubiertos hasta hoy unos 160 yacimientos arqueológicos como el de Tiya, clasificado patrimonio de la humanidad por la UNESCO.
Los dólmenes y menhires del Magreb se datan hacia finales del III milenio a. C. Entre ellos, el conjunto más significativo sería la necrópolis dolménica de Djebel Gorra, cerca de la pequeña población de Thibar (Túnez), que presenta entre doscientas y trescientas sepulturas megalíticas reconocibles. En la región maliense de Niafunké, el yacimiento de Tundidaro comprende más de ciento cincuenta piedras hincadas. Las piedras hincadas protegen las sepulturas en países como Níger, Togo y Chad. En Senegal y Gambia los cuatro grandes grupos de círculos megalíticos que se encuentran entre los ríos Gambia, al sur, y Saloum, al norte, han sido clasificados por la UNESCO Patrimonio de la Humanidad (año 2006); entre los cuatro suman 93 círculos y unos 1000 megalitos, habiendo sido datados entre el siglo III a. C. y el XIV-XVI de nuestra era. En la población de Bouar, en la República Centroafricana, hay megalitos que datan del siglo VI a. C.

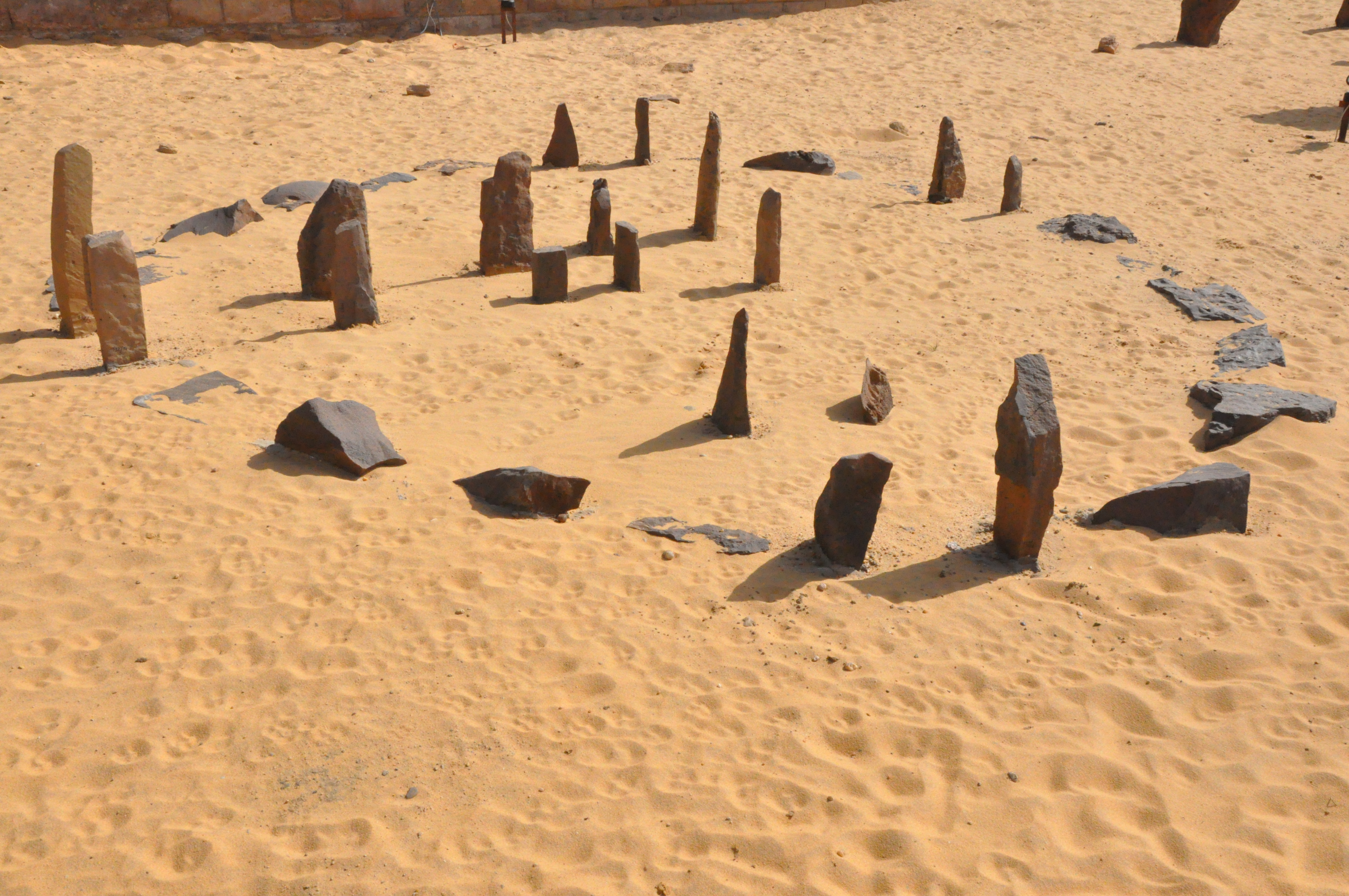
Reproducción del pequeño crómlech en el Museo Nubio de Asuán. El crómlech de Nabta Playa es de forma ovalada, siendo su mayor diámetro de unos cinco metros.

### Nabta Playa
En Nabta Playa, en el desierto de Nubia (al sur del actual Egipto y a 100 km al oeste de Abu Simbel), a partir del X milenio a. C. comenzó a formarse un gran lago. Hacia el V milenio a. C. los habitantes de Nabta Playa construyeron un supuesto dispositivo astronómico que es considerado por algunos investigadores el más antiguo del mundo, mil años anterior a Stonehenge, aunque de muy inferiores dimensiones. Algunos investigadores estiman que fue un calendario prehistórico que indicaba de manera precisa el solsticio de verano. Los hallazgos muestran que la región solía ser ocupada sólo estacionalmente, probablemente en verano, cuando el agua del lago sería utilizada para dar de beber a los rebaños. Hay también cinco alineamientos megalíticos que se extienden a partir de un conjunto de piedras centrales. Y además de este, hay otros círculos líticos en esta región del desierto.

## Próximo Oriente
Dólmenes y menhires han sido encontrados en amplias zonas del Próximo Oriente: desde la actual Alepo en el norte de Siria, hasta el sur de Yemen, pasando por Líbano, Israel, Palestina, Jordania y Arabia Saudí. También los hay en la isla Charag (Irán) o en el norte de Irak, situándose la mayor concentración de dólmenes en ambos márgenes de la depresión formada por el valle del Jordán, con una clara predominancia del lado oriental. Esto ocurre principalmente en los Altos del Golán, el Hauran y Jordania, los cuales tienen, probablemente, la mayor concentración de dólmenes del Próximo Oriente. En Arabia Saudí, en cambio, sólo unos pocos dólmenes han sido identificados, la mayoría en el Hiyaz. Los megalitos parecen resurgir en Yemen en pequeñas cantidades y esto podría indicar la continuación de una tradición ligada a las de Somalia y Etiopía.

## Europa

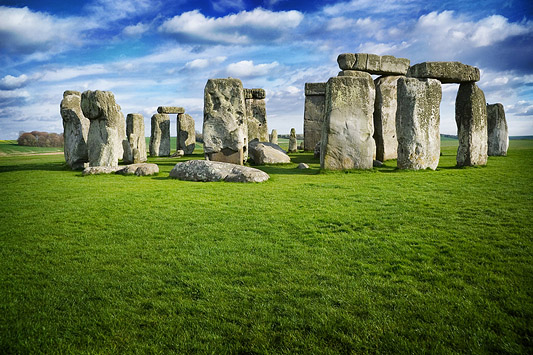
Stonehenge, Wiltshire, Gran Bretaña, es una de las estructuras megalíticas mejor conocidas del mundo.

Los tipos básicos de megalitos europeos son el menhir y el dolmen, pero su agrupamiento, la combinación de ambos o una mayor complejidad, dan lugar a una tipología más variada en la que encontramos alineamientos (como el de Carnac, en Francia), cromlech (como el Stonehenge, en Reino Unido) y dólmenes de corredor y cámara, abundantes en Andalucía como es el caso de Antequera (Menga, Viera y El Romeral). 

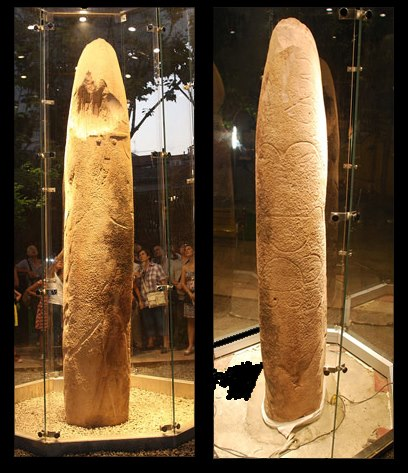
Estàtua-menhir del Pla de les Pruneres (Mollet) [https://www.researchgate.net/publication/276037915_La_estatua-menhir_del_Pla_de_les_Pruneres_Mollet_del_Valles_Valles_Oriental

La palabra menhir procede del bretón, idioma en el que significa "piedra larga" (de men o maen = piedra e hir = larga). Consiste un único megalito (monolito) hincado en el suelo verticalmente y no se le puede adjudicar un uso claramente funerario. A veces se presentan agrupados en hileras, dando lugar a un alineamiento; también pueden presentarse formando círculos constituyendo entonces un crómlech, cuyos ejemplos más sofisticados son los henges de Reino Unido. También existe la tipología de estatua-menhir, con toda una serie de características propias, siendo una representación antropomorfa esculpida y/o gravada sobre un menhir.

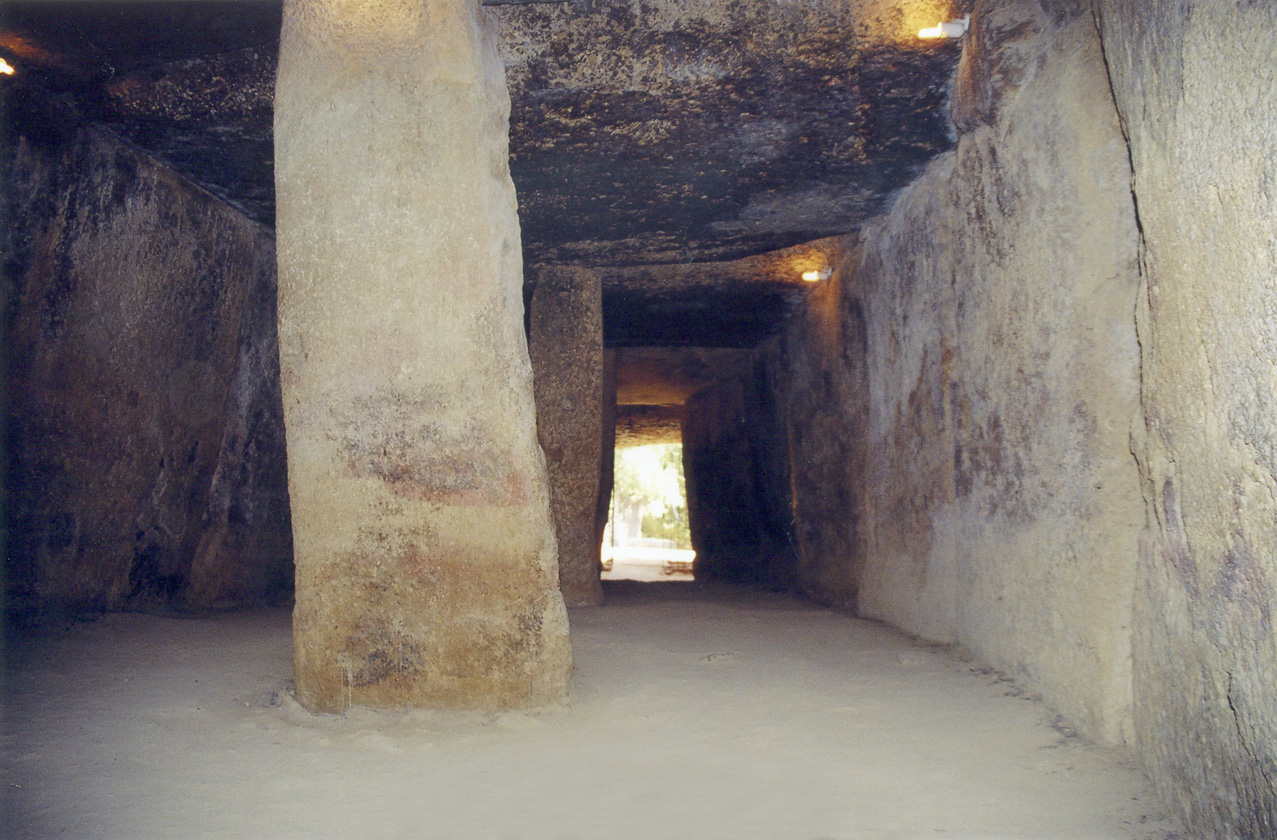
Interior de la Cueva de Menga, Antequera (Málaga), dolmen evolucionado a tumba de corredor: cámara funeraria precedida de un amplio corredor formado por grandes piedras.

Más complejo que el menhir es el dolmen, término procedente también del bretón que significa «mesa de piedra» (de dol = mesa y men = piedra). El dolmen está formado por dos o más ortostatos sobre los que se apoya una losa colocada horizontalmente. En España son abundantes, destacando entre otros los de Laguardia (Álava), Tella (Aragón) y Pedra Gentil (Cataluña). 
Una variedad más compleja de este último tipo es el dolmen de corredor y cámara, que consta de un pasillo o galería que conduce hasta una o dos cámaras. Tanto el pasillo como la cámara pueden presentar un plano regular o irregular; los de pasillo regular llevan a una cámara bien diferenciada, de forma circular (como ocurre en el caso de El Romeral) o cuadrada (Viera), que puede estar cubierta por megalitos o por una falsa bóveda, como ocurre en Los Millares (Almería). A veces aparece una cámara secundaria y más pequeña situada en el mismo eje longitudinal de la edificación y comunicada con la principal mediante otro corto pasillo (El Romeral). En los de plano irregular no hay separación clara entre pasillo y cámara, pareciendo ésta un mero ensanchamiento del pasillo; a diferencia de los regulares su cubierta es adintelada y está formada por grandes piedras (Menga). En todos los casos este tipo de construcciones estuvieron recubiertos por un túmulo de tierra de varios metros de diámetro, que les dan aspecto de cueva, motivo por el que, a veces y popularmente, se les denomina "cuevas", como ocurre en Antequera.

## Asia

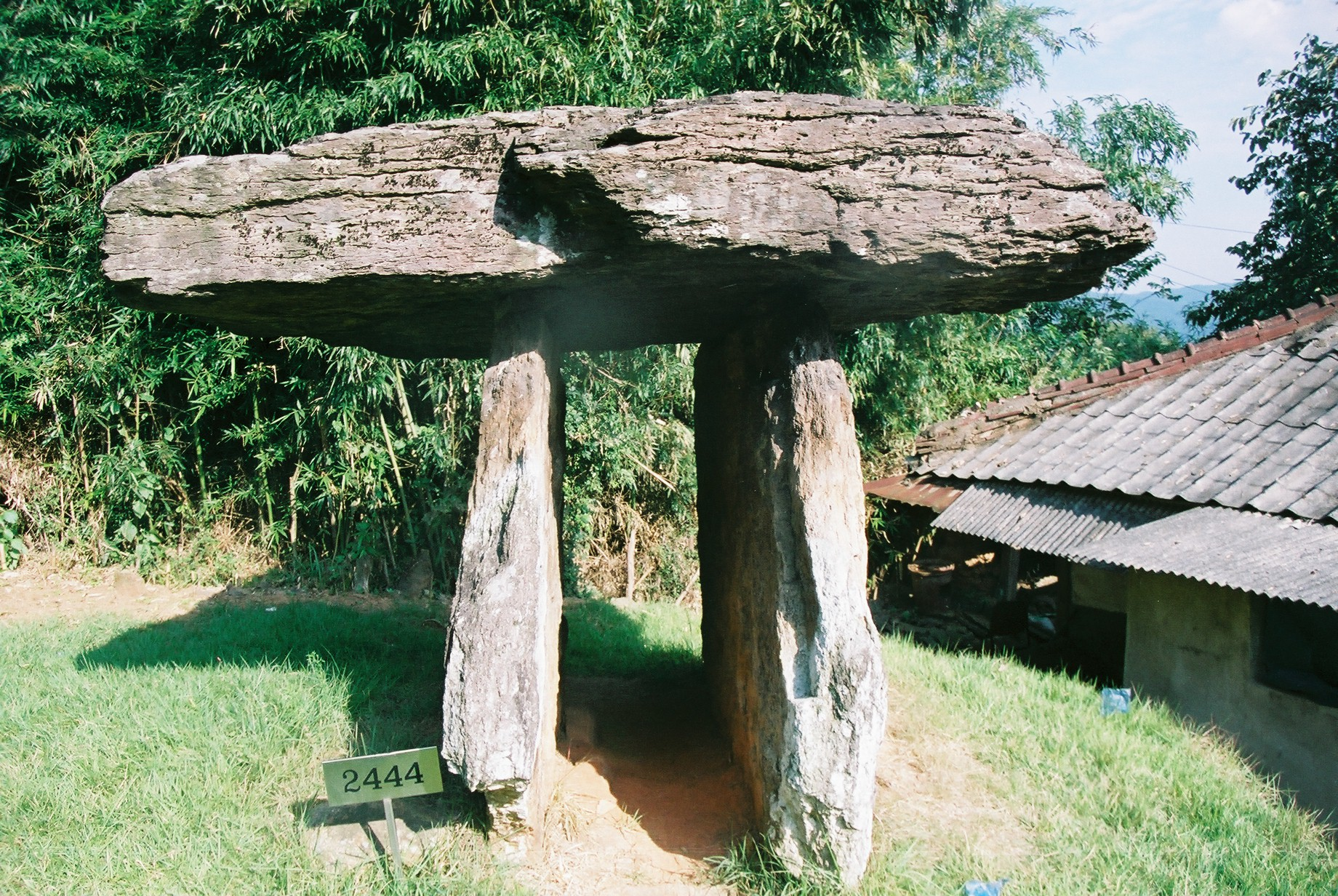
Megalito funerario de estilo septentrional (Jukrim-ri, Gochang-eub, Jeolla del Norte, Corea del Sur).

Se encuentran enterramientos megalíticos en el nordeste y sudeste de Asia, con las principales concentraciones en la península de Corea, donde las habituales estimaciones rondan alrededor de los 30 000 en toda la península, lo cual constituye alrededor del 40% de los dólmenes de todo el mundo. También los hay en Liaoning, Shandong y Zhejiang (China), la costa oriental de Taiwán, Kyūshū y Shikoku (Japón), la provincia de Đồng Nai en Vietnam, así como áreas de India y Pakistán. Ciertas tradiciones megalíticas siguen practicándose actualmente en las islas de Sumba y Nías, en Indonesia.
En la India los megalitos se pueden datar desde el II milenio a. C. hasta la mitad del I a. C. (2000-500 a. C.). En Mongolia, las denominadas piedras de ciervo están fechadas entre finales del II milenio a. C. e inicios del I a. C. Los dólmenes de Corea se fechan durante el I milenio a. C. y en Japón entre los siglos VII y II a. C.

### Estilo septentrional
Las tradiciones megalíticas del nordeste asiático tienen sus orígenes en la China del Noreste, especialmente en la cuenca del río Liao. La costumbre de construir enterramientos megalíticos se extendió rápidamente desde esta zona a la península coreana, donde la estructura de los megalitos es geográfica y cronológicamente distinta. Los más antiguos son denominados de estilo septentrional o mesa debido a que muestran una característica cámara funeraria elevada sobre el suelo y formada por pesadas losas pétreas que crean una cista  funeraria rectangular. Una desmesurada piedra colocada sobre las losas corona la cámara funeraria, dándole la apariencia de una mesa. Estas construcciones datan de la primera parte del periodo de la cerámica Mumun (1500-850 a. C.) y se distribuyen, con pocas excepciones, al norte del río Han. Algunos megalitos de estilo septentrional del nordeste de China contienen ajuares tales como puñales de bronce Liaoning, lo que ha incitado a algunos arqueólogos a interpretar esos enterramientos como las tumbas de jefes o individuos preeminentes (grandes hombres). De todas maneras, sea como resultado de robos de tumbas o una conducta mortuoria intencionada, la mayor parte de los megalitos septentrionales no contienen ajuares.

### Estilo meridional

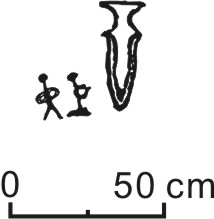
Representación de una daga (derecha) y dos figuras humanas, una de las cuales está de rodillas. Megalito n.º 5, Orim-dong, Yeosu, Corea.

Los enterramientos de estilo meridional se distribuyen por el sur de la península coreana. Se cree que la mayor parte datan de la última parte del periodo Mumun inicial o del Mumun medio. La escala de los megalitos de estilo meridional es típicamente más pequeña que la de los septentrionales. El área de entierro de los meridionales consta de una cámara subterránea hecha en la misma tierra o revestida con delgadas losas. Una sólida piedra colocada sobre el área funeraria es sostenida por pequeñas rocas de apuntalamiento. La mayoría de los megalitos coreanos son de este tipo, estimando algunos arqueólogos que podría haber entre 15.000 y 100.000.
Al igual que los septentrionales, los megalitos meridionales contienen pocos o ningún artefacto. Sin embargo, en un pequeño número de ellos aparece refinada cerámica rojiza bruñida, dagas de bronce, puñales de piedra pulida y ornamentos de jade. Los enterramientos meridionales se encuentran a menudo formando grupos, esparciéndose en líneas paralelas a la dirección de los arroyos. Estas necrópolis contienen enterramientos que están unidos entre sí por plataformas bajas de piedra hechas con grandes guijarros. En tales plataformas han sido halladas cerámicas rojizas bruñidas rotas y maderas carbonizadas, lo que ha hecho pensar a los arqueólogos que eran usadas a veces para celebrar ceremonias y rituales. Las losas de la cubierta de muchos megalitos meridionales presentan marcas talladas con forma de copas, habiendo unos pocos que muestran representaciones humanas y de dagas.

### Estilo losa cobertora

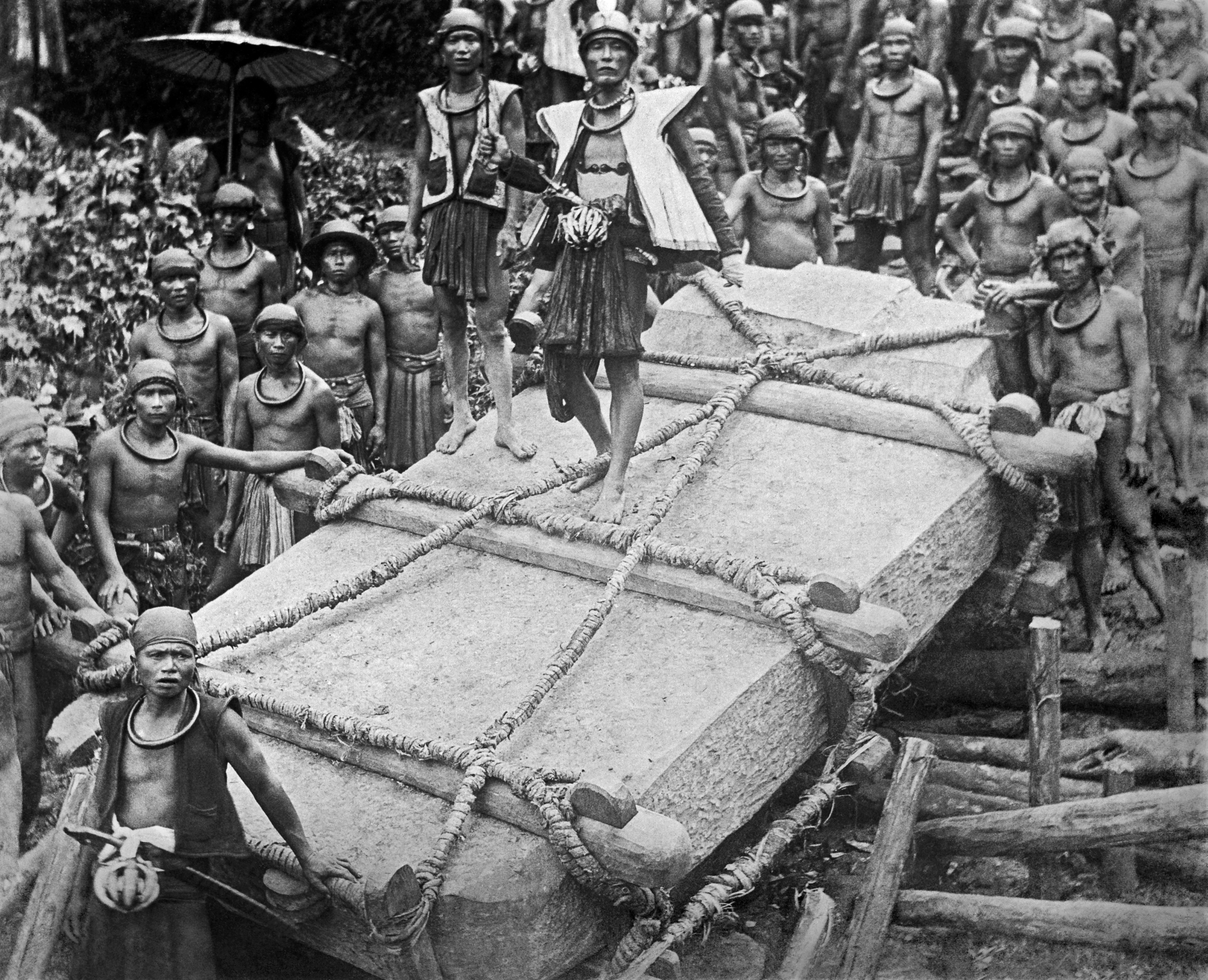
Nativos de la isla Nías (Indonesia) transportando un megalito (circa 1915). Según las tradiciones locales, 525 personas, trabajando durante tres días, erigieron esta piedra en la aldea de Bawemataloeo.

Estos megalitos se distinguen de los demás por la presencia de un pozo de enterramiento, que en algunas ocasiones alcanza los 4 m de profundidad, revestido por grandes guijarros. Una gran losa cobertora era colocada sobre el pozo funerario sin ortostatos que la sostengan. Esta tipología es la más monumental de la península coreana y se distribuye sobre todo por su costa sur. Parece que la mayor parte datan del periodo más reciente del Mumun medio (700-550 a. C.), pudiendo algunos pertenecer a la primera parte del Mumun final. Un ejemplo encontrado cerca de la moderna Changwon, en una pequeña necrópolis de Deokcheon-in, es el enterramiento n.º 1, que contiene una sólida losa rectangular y una plataforma de tierra. Aunque los arqueólogos han sido incapaces de recuperarlo completamente, las dimensiones de su base son de, al menos, 56x18 m.

### Tradiciones megalíticas actuales de Indonesia
En el archipiélago indonesio se vienen desarrollando ricas tradiciones megalíticas austronesias, tanto en el pasado como en el presente. En la actualidad, todavía perviven estas tradiciones en la aislada isla de Nías (enfrente de la costa occidental del norte de Sumatra), entre los batak del mismo interior del norte de Sumatra, en la isla Sumba de la provincia de Nusatenggara Oriental y entre los Toraya del interior de Célebes Meridional. Estas culturas megalíticas se conservaban aisladas y sin contacto exterior hasta bien avanzado el siglo XIX.
En Nías había estatuas de piedra, bancos de piedra para los jefes y mesas de piedra para ejercer la justicia. Los megalitos eran necesarios para las conmemoraciones funerarias de las jerarquías, con el fin de que pudieran reunirse con sus piadosos antepasados en el más allá. La erección de un megalito constituía el preludio de un festín ritual.
Por toda Indonesia se pueden encontrar diferentes yacimientos y estructuras megalíticas: menhires, dólmenes, mesas pétreas, estatuas ancestrales y pirámides escalonadas, denominadas localmente Punden Berundak, han sido descubiertos en diversos lugares de Java, Sumatra, Célebes y las islas menores de la Sonda.

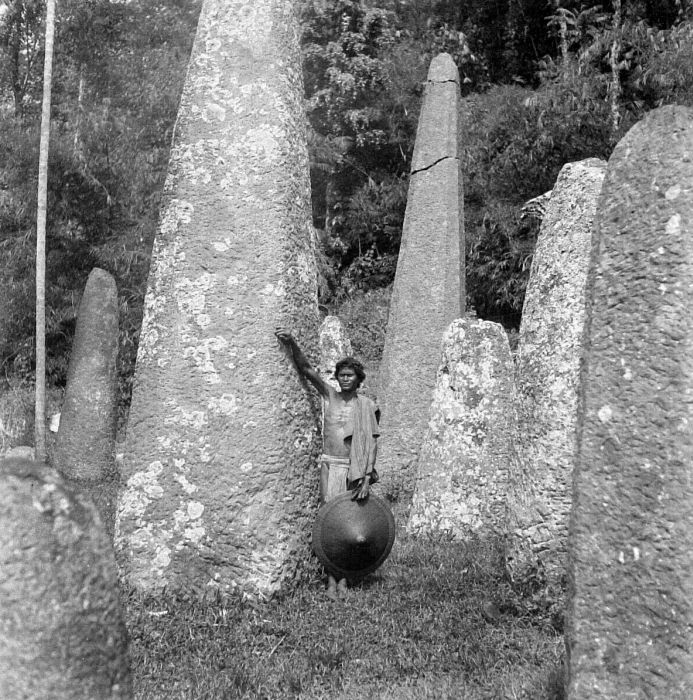
Megalitos Toraya (circa 1935).

Las pirámides Punden y sus menhires pueden verse en Pagguyangan Cisolok y Gunung Padang, en Java Occidental, siendo el yacimiento de Gunung Padang el mayor megalito del Sudeste asiático. En la misma provincia, el sitio de Cipari reúne monolitos, terrazas de piedra y sarcófagos. Se cree que la pirámide Punden es el precedente y el diseño básico de la posterior estructura de los templos hindo-budistas de Java tras la adopción de tales religiones por la población: la estupa de Borobudur del siglo VIII o el templo de Candi Sukuh del XV presentan la estructura de pirámide escalonada.
El parque nacional Lore Lindu de Célebes Central alberga vestigios de antiguos megalitos como estatuas pétreas ancestrales, localizadas en su mayor parte en los valles de Bada, Besoa y Napu.

### Mahdia Gonds de Maharastra, India
Un estudio de 2002 menciona prácticas megalíticas actuales entre los Madia Gonds del Tehsil Bhamragad, en el distrito Gadchiroli de Maharashtra, India.

## Melanesia
Se encuentran megalitos en muchas partes de Melanesia, sobre todo en la provincia de Milne Bay de Papúa Nueva Guinea, en Fiyi y en Vanuatu. Pero escasas excavaciones se han hecho hasta ahora y, consecuentemente, poco se conoce acerca de sus estructuras. A la tumba megalítica de Otuyam, en Kiriwina (Islas Trobriand), se le han adjudicado aproximadamente 2000 años de antigüedad, lo que indicaría, a pesar de que hay muy pocos megalitos fechados, que tales tradiciones son una vieja costumbre en la región. Estas construcciones han sido utilizadas para celebrar diferentes rituales, como, por ejemplo, funerarios, sacrificiales o de fecundidad. Cercanos a algunos megalitos existen emplazamientos aptos para realizar danzas. En ciertos lugares de Melanesia estos rituales se siguen celebrando en los mismos emplazamientos sagrados, ya que las creencias siguen vivas, lo que ha sido una de las razones para la paralización de muchas excavaciones.

## América

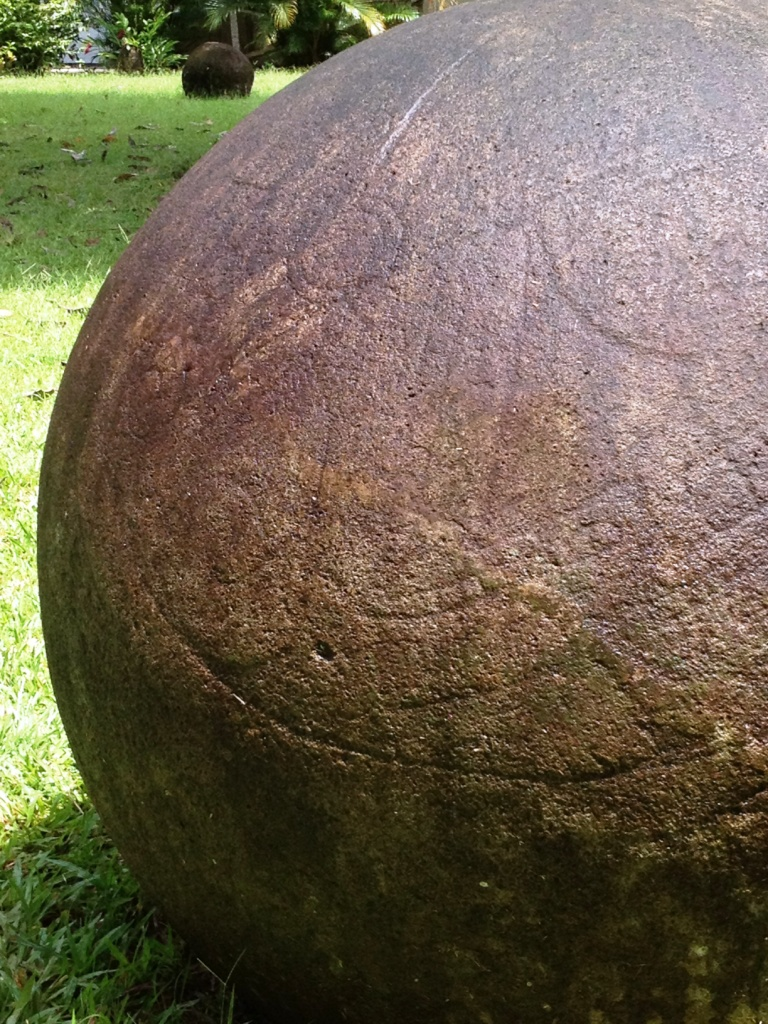
Esferas de piedra de Costa Rica, más de 500 esferolitos de gran perfección, en conjuntos asociados a constelaciones y otros eventos astronómicos y naturales.

### Esferas de piedra de Costa Rica
En Costa Rica, Centroamérica, a partir de 1939 se han descubierto más de 500 esferas de piedra en su mayoría piedras duras como granodiorita y gabros, con tamaños que van de 5 a 257 cm y hasta 16 toneladas de peso, con la particularidad de que tienen una alta perfección de esfericidad y pulimento, algunas tienen además sofisticados petroglifos en bajo y alto relieve combinados.
Cuando el conquistador español Juan Vázquez de Coronado en el año 1563 estuvo en el valle del Diquís, informó al rey Felipe ―con carta fechada el 2 de julio de ese año― en detalle todo lo que vio y «recolectó», pero no describió nada parecido a esferas de piedra, por lo que se presume que ya para entonces las "bolas de piedra" estaban ocultas tras miles de años de sedimentación en el valle.
Los arqueólogos no han podido datar su confección, la forma de hacerlas ni el transporte a través de frágiles zonas aluviales e incluso a través del mar hasta islas y otros sitios donde no hay canteras. Por asociación a restos de cerámica la arqueología oficial las relacionan con usos ceremoniales entre 300 a. C. y el 300 d. C., pero el trabajo escultórico aún no ha podido ser datado científicamente. Investigadores alternativos las ubican unos alrededor del 6000 a. C. y otros por el 12 000 a. C.
Las esferas de piedra tienen en Costa Rica un importante arraigo en el inconsciente colectivo siendo un pilar de su identidad cosmogónica y cuentan con una rica mitología ancestral, que han alimentado nuevos mitos universales cultivados por escritores de best sellers como el suizo Erich von Däniken, el escritor español Juan José Benítez, el estonio Ivar Zaap o producciones cinematográficas como Indiana Jones.
Algunos grupos de esferas que se conservan o documentan en su posición original han sido asociados a constelaciones, eventos astronómicos como solsticios, rutas de navegación que ubican corrientes marinas y señalamiento de sitios ceremoniales o de poder.

### Parque arqueológico de San Agustín en Colombia

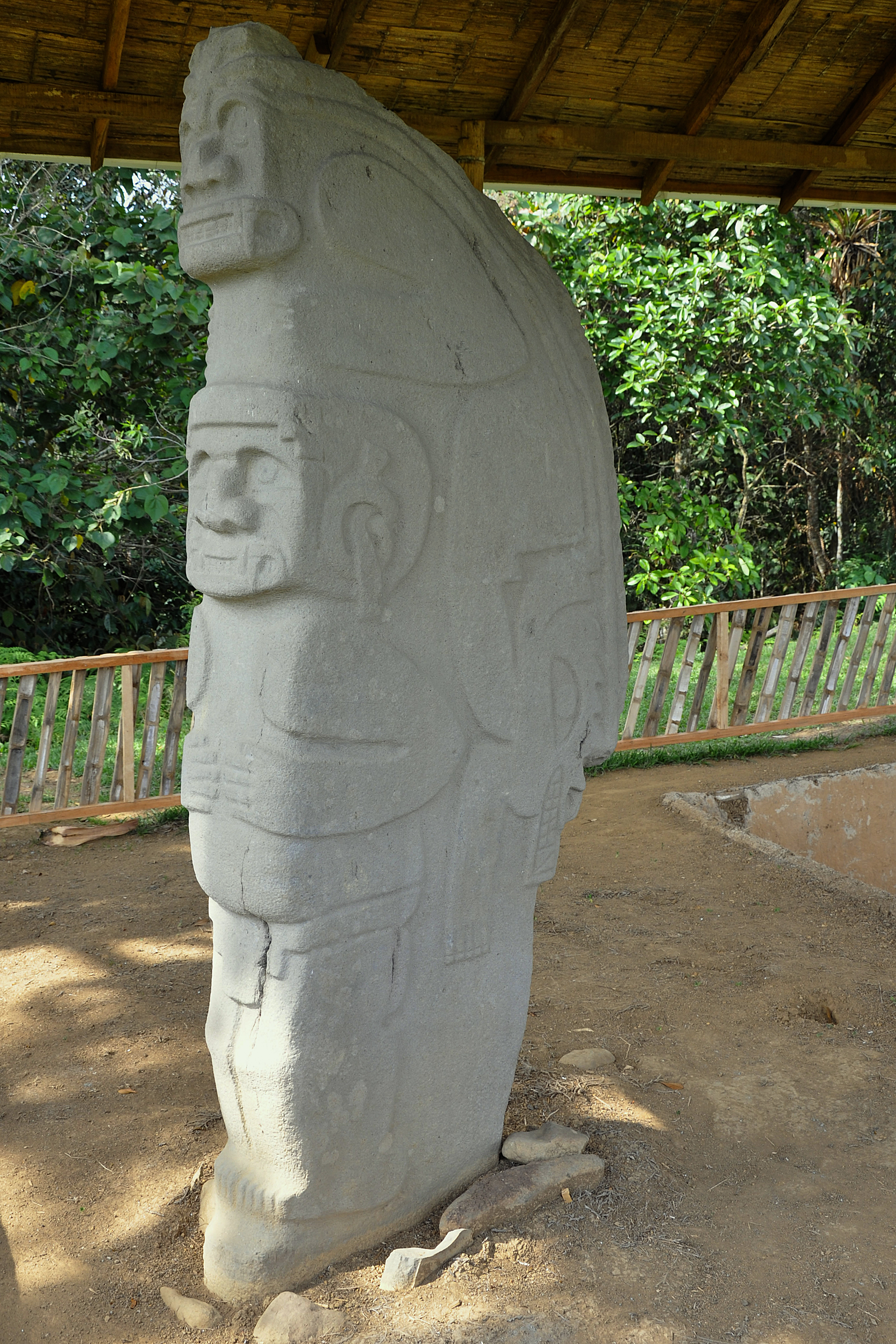
Escultura monolítica del “doble Yo”.

El parque arqueológico de San Agustín es uno de los más importantes espacios arqueológicos de Colombia, ubicado al sur del Departamento del Huila y fue declarado en 1995 por la Unesco como Patrimonio de la Humanidad. Se han hallado varios centenares de esculturas monolíticas, que indican que allí floreció desde remotos tiempos una cultura, que hoy es objeto de estudio por parte de misiones científicas para establecer los orígenes y los rasgos peculiares de este pueblo.
Esta cultura se inició a partir del siglo XXXIII a. C., en el siglo VII a. C. ya es una cultura que presenta un considerable desarrollo, según las fechas de carbono 14 de muestras orgánicas obtenidas recientemente asociadas a la agricultura, la cerámica, la orfebrería y el arte escultórico.
El parque arqueológico corresponde a la cuenca alta del Río Magdalena o Wua-Ka-Ka-Ya y sus afluentes primarios y que relaciona a varios municipios de Colombia y con centro en el municipio de San Agustín, en el Departamento del Huila en las estribaciones orientales del Macizo Colombiano.
El parque propiamente corresponde a una pequeña zona de mayor concentración de tumbas de la total zona arqueológicas de mayor extensión que alcanza regiones como Parque Arqueológico Nacional de Tierradentro.

### Estelas mayas en México, Guatemala, Belice, Honduras y El Salvador

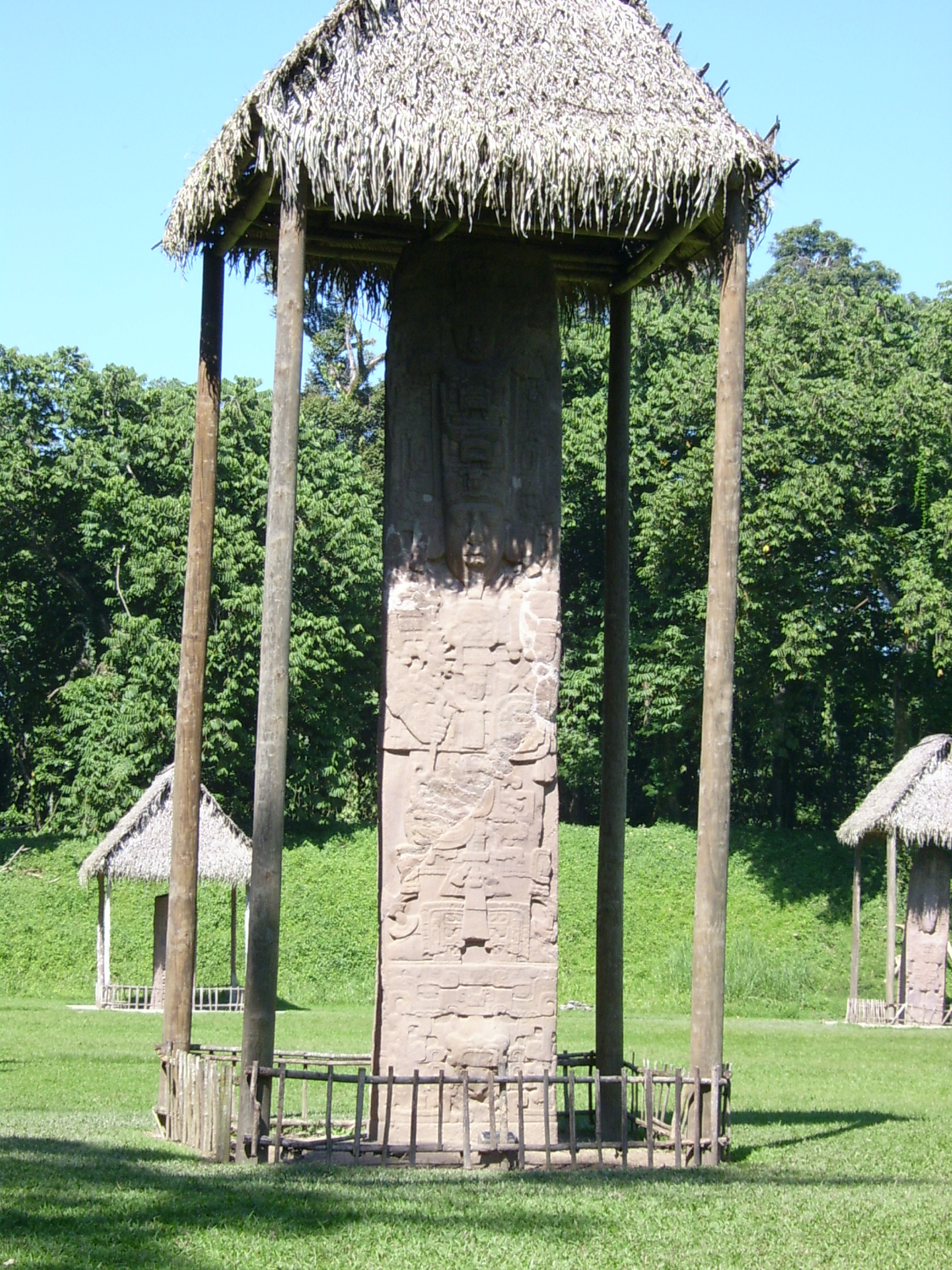
Estela E en Quiriguá, con sus 10,60m posiblemente sea el más grande monumento de piedra independiente en América.

La estela maya es una clase de monumento de la cultura maya de la Mesoamérica antigua, de las cuales se han encontrado cerca de 5000. Consiste de una piedra alta tallada y frecuentemente se asociaban con piedras bajas de forma circular que ahora llaman altares. La elaboración de estos monumentos se difundió por toda la región maya durante el período clásico (250–900 d. C.), y se considera que estos pares de estela con altar son un sello característico de la civilización maya de ese período. La tradición escultural que engendró la estela emergió de una forma ya completamente desarrollada y es probable que tuviera antecedentes tallados de madera. La estela más antigua que fue encontrada en su lugar original en las tierras bajas mayas, fue excavada en la gran ciudad de Tikal en Guatemala. Durante el período clásico casi cada reino maya en las tierras bajas del sur erigía estelas en su centro ceremonial.
Las estelas mayas muestran una amplia variación estilística. Muchas estelas son lajas verticales de piedra caliza esculpidas en uno o ambos de sus lados. Las estelas de algunos sitios muestran una apariencia más tridimensional en regiones donde la piedra local lo permite, tales como Copán y Toniná.
Un ejemplo es Quiriguá, un yacimiento arqueológico perteneciente a la antigua civilización maya, ubicado en el departamento de Izabal en el sur-oriente de Guatemala. Es un yacimiento de tamaño medio, con una superficie de aproximadamente 3 km², situado a lo largo del curso inferior del río Motagua, con su centro ceremonial ubicado a 1 km de la orilla norte del río. 
Durante el Período Clásico de la civilización maya (200-900 d. C.), Quiriguá se encuentra en la confluencia de varias importantes rutas comerciales. El sitio fue ocupado desde 200 d. C. y la construcción de la acrópolis comenzó alrededor de 550 d. C. Un auge de construcciones impresionantes se inició en el siglo VIII, hasta que se detuvo toda actividad de construcción alrededor de 850 d. C., a excepción de un breve periodo de reocupación en el Posclásico Temprano (c. 900-c. 1200). Quiriguá comparte su estilo arquitectónico y escultórico con la ciudad cercana de Copán, cuya historia está estrechamente entrelazada con la de Quiriguá.

## Datos
- Alguna vez se pensó que los megalitos comenzaron en un solo lugar. Ahora los expertos piensan que surgieron de varias áreas.
- Los menhires son piedras verticales grandes. Algunas veces están solas; otras veces están dispuestas en avenidas o en círculos.
- El menhir existente más grande que se conoce es el Grand Menhir Brisé en Locmariaquer, cerca de Carnac, Francia. Esta sola piedra alguna vez tuvo 20 m de alto y pesaba 280 toneladas.
- El círculo de piedras más grande se encuentra en Avebury en Wiltshire, el sur de Inglaterra en el Reino Unido.
- El círculo de piedras más famoso es Stonehenge en la llanura de Salisbury, Wiltshire, que se construyó entre los años 2950 y 1600 a. C.
- Algunos megalitos están alineados con exactitud sorprendente con eventos astronómicos, tales como el atardecer del solsticio de verano, y pudieron haber funcionado como calendarios.
- Se cree que levantar tales piedras requiriendo de grandes equipos de hombres trabajando con enormes rodillos de madera, palancas y cuerdas,pero según nuevos estudios esas piedras no podían llevarse mediante rodillos de madera, palancas y cuerdas debido al excesivo peso de las piedras, pues algunas llegaban a las 100 toneladas.
- También se cree que se requirieron alrededor de 1400 años para construir Stonehenge, pero no es así.Según nuevos estudios las piedras de Stonehenge y sus círculos de alrededor podrían datar de hace más de 3.000años.Las piedras de Stonehenge se llevaron de un punto a otro recorriendo más de 300 km de distancia, además de atravesar el mar y los ríos que atraviesan la isla de Gran Bretaña. Es sin duda una de las construcciones más antiguas y mágicas que simbolizan del mundo, y que según los teóricos de los antiguos astronautas se cree que tiene una fuerte conexión con el espacio exterior y lo que le rodea.Con la ayuda de los Dioses,aquella gente de la Edad de Piedra en Gran Bretaña construyó un anillo de zanjas y luego se fueron añadiendo poco a poco piedras gigantes, provenientes de lugares que podían estar hasta a 350km de distancia. Las piedras paradas, más grandes tienen 9m de alto y pueden pesar hasta 120 toneladas. Stonehenge fue tanto un templo como un observatorio astronómico.